# Хари Потър и Нечистокръвния принц (филм)
 Тази статия е за филма.  За книгата вижте Хари Потър и Нечистокръвния принц.  
Хари Потър и Нечистокръвния принц (на английски: Harry Potter and the Half-Blood Prince) е фентъзи филм от 2009 г., режисиран от Дейвид Йейтс, със сценарий от Стив Клоувс, базиран на едноименния роман от Джоан Роулинг. Филмът е продължение на Хари Потър и Орденът на феникса (2007) и шестата част от филмовия франчайз Хари Потър. Във филма участват Даниел Радклиф като Хари Потър, Рупърт Гринт като Рон Уизли и Ема Уотсън като Хърмаяни Грейнджър. Историята проследява шестата година на Хари в „Хогуортс“, когато той получава мистериозен учебник, влюбва се и се опитва да придобие спомен, който държи ключа към падането на Лорд Волдемор.
Снимките започват на 24 септември 2007 г., като световната премиера на филма е на 15 юли 2009 г. С приблизителен бюджет от 250 милиона долара, това е един от най-скъпите филми, правени някога, и най-скъпият филм от поредицата филми „Хари Потър“.
Хари Потър и Нечистокръвния принц е пуснат в кината в 2D и IMAX формати в Обединеното кралство и Съединените щати на 15 юли от Уорнър Брос Пикчърс. Филмът получава положителни отзиви, с похвали за историята, емоционалната тежест, кинематографията и изпълненията. Получава голям комерсиален успех, счупвайки рекорда за най-големи световни приходи за един ден със 104 милиона долара. За пет дни филмът събира 394 милиона долара, счупвайки рекорда за най-гледан филм в световен мащаб за петдневен период. С общи приходи от 934 милиона долара, това е вторият най-касов филм за 2009 г. Филмът е номиниран за много награди, включително Оскар за най-добра операторска работа и наградата БАФТА за най-добър дизайн на продукцията и най-добри специални визуални ефекти. Последван е от Хари Потър и Даровете на Смъртта: част 1 (2010).

## Сюжет
Лорд Волдемор затяга хватката си върху световете на магьосниците и мъгълите: неговите смъртожадни отвличат господин Оливандър и унищожават моста „Милениъм“ в Лондон. След като Луциус Малфой е затворен в Азкабан, Волдемор избира сина му, Драко Малфой, да изпълни тайна мисия в „Хогуортс“. Майката на Драко, Нарциса, и леля му, Белатрикс Лестранж, отиват при Сивиръс Снейп, който печели доверието им, като твърди, че е шпионин в Ордена на Феникса. Снейп дава на Нарциса Ненарушимата клетва, за да защити Драко и да изпълни задачата си, ако той се провали.
Хари Потър придружава Албус Дъмбълдор, за да убеди бившия професор по отвари Хорас Слъгхорн да се върне в „Хогуортс“. След това, в Хралупата в Кент, Хари се събира отново с най-добрите си приятели Рон и Хърмаяни. На „Диагон-Али“ те виждат Драко и Нарциса Малфой и ги следват до „Мракон-Али“. Двамата се срещат със смъртожадните, включително върколака Фенрир Грейбек, в Боргин и Бъркс. Хари вярва, че Драко вече е смъртожаден, но Рон и Хърмаяни са скептични. В Хогуортс Експрес Хари се промъква във вагона на „Слидерин“, загърнат с мантията невидимка, и шпионира Малфой. Малфой забелязва и вкаменява Хари, оставяйки го във влака. Луна Лъвгуд го намира и противодейства на заклинанието на Драко.
Хари открива в кабинета по отвари стар учебник по предмета и вижда, че е пълен с полезни бележки и заклинания, добавени от „Нечистокръвния принц“. Използвайки го, той превъзхожда класа, дразни Хърмаяни и впечатлява Слъгхорн, който го награждава с отварата Феликс Фелицис (течен късмет). Рон влиза в отбора на „Грифиндор“ по куидич като пазач и започва да излиза с Лавендър Браун, което разстройва Хърмаяни. Хари я утешава, като същевременно признава собствените си чувства към Джини Уизли. Той прекарва коледните празници със семейство Уизли. Подозренията му относно Драко са отхвърлени от Ордена, но Артър Уизли разкрива, че Малфой може да се интересуват от изчезващ шкаф Боргин и Бъркс. Белатрикс и Грейбек атакуват и унищожават „Хралупата“.
В „Хогуортс“ Дъмбълдор моли Хари да вземе спомен от Слъгхорн, свързан с младия Волдемор. Слъгхорн се съпротивлява да даде точен спомен. След като Рон случайно поглъща любовен еликсир, предназначен за Хари, Хари го завежда при Слъгхорн за лек. Професорът предлага на момчетата малко медовина, която е предвидил като подарък за Дъмбълдор. Рон е отровен, след като отпива. Бързата мисъл на Хари спасява Рон. Докато се възстановява в болничното крило, Рон произнася името на Хърмаяни, което кара Лавендър да прекрати връзката им. Хари се изправя срещу Драко заради отровната медовина, а също и прокълната огърлица, която едва не убива Кейти Бел. Избухва дуел и Хари използва едно от проклятията на Нечистокръвния принц, без да знае какво е то. Проклятието наранява тежко Малфой и той е спасен само от навременното пристигане на Снейп и отмяната на проклятието. Страхувайки се, че учебникът съдържа тъмна магия, Джини убеждава Хари да го скрият в Нужната стая. След това споделят първата си целувка.
В колибата на Хагрид, Хари използва Феликс Фелицис, за да убеди неохотния Слъгхорн да даде спомена, от който се нуждае Дъмбълдор. Гледайки го в мислоема, Дъмбълдор и Хари научават, че Волдемор е търсил информация за хоркруксите, магически предмети, съдържащи части от душата на магьосник за безсмъртие. Дъмбълдор предполага, че Волдемор е вградил части от душата си в шест хоркрукса, два от които са унищожени: дневникът на Том Риддъл и пръстенът на Мерсволуко Гонт. Двамата пътуват до пещера, където Хари помага на Дъмбълдор да изпие отвара, която крие друг хоркрукс – медальона на Слидерин.
Изнемощял, Дъмбълдор защитава Хари от инфери, като създава огнен пръстен, и се магипортират обратно в „Хогуортс“, където Белатрикс, Грейбек и други смъртожадни са влезли през изчезващия шкаф в Нужната стая, който Драко тайно е свързал с такъв в Боргин и Бъркс. Докато Хари се крие, Драко се появява и обезоръжава директора, разкривайки, че Волдемор го е избрал да убие Дъмбълдор. Драко се колебае; Снейп обаче пристига и убива Дъмбълдор. Докато смъртожадните бягат, Снейп разкрива на Хари, че той е Нечистокръвния принц.
Докато учениците и служителите на „Хогуортс“ скърбят за смъртта на Дъмбълдор, Хари казва на Рон и Хърмаяни, че медальонът е фалшив и съдържа съобщение от „Р. А. Б.“, който е откраднал истинския хоркрукс с намерението да го унищожи. Хари, Рон и Хърмаяни се съгласяват да се откажат от последната си година в „Хогуортс“, за да търсят останалите хоркрукси.

## Актьорски състав
- Даниъл Радклиф – Хари Потър, 16-годишен британски магьосник, известен с това, че е оцелял като дете след убийството на родителите си от ръцете на злия магьосник Лорд Волдемор, който сега влиза в шестата си година на обучение в училището за магия и вълшебство „Хогуортс“.
- Рупърт Гринт – Рон Уизли, най-добрият приятел на Хари в „Хогуортс“ и най-малкият син на магьосническото семейство Уизли.
- Ема Уотсън – Хърмаяни Грейнджър, най-добрата приятелка на Хари и умът на триото, родена от мъгъли.
- Хелена Бонам Картър – Белатрикс Лестранж, вярна смъртожадна на Волдемор, сестра на Нарциса и леля на Драко.
- Джим Броудбент – Хорас Слъгхорн, учителят по отвари, което е заемал тази длъжност преди Сивиръс Снейп.
- Роби Колтрейн – Рубиъс Хагрид, пазач на ключовете и дивеча, учителят по грижа за магическите създания в „Хогуортс“.
- Уоруик Дейвис – Филиус Флитуик, учителят по вълшебство и ръководител на дом „Рейвънклоу“.
- Майкъл Гамбън – Албус Дъмбълдор, директор на „Хогуортс“ и един от най-известните и могъщи магьосници на всички времена.
- Хелън Маккрори – Нарциса Малфой, майката на Драко и сестра на Белатрикс.
- Алън Рикман – Сивиръс Снейп, учителят на защита срещу черните изкуства и ръководител на дом „Слидерин“.
- Маги Смит – Минерва Макгонагъл, заместник-директор на „Хогуортс“, ръководител на дом „Грифиндор“, учителката по трансфигурация.
- Тимъти Спол – Питър Петигрю, смъртожадният, предал родителите на Хари на Волдемор; Петигрю няма реплики в този филм, но се появява в началото като слуга на Снейп.
- Дейвид Тюлис – Ремус Лупин, бивш учител на Хари по защита срещу черните изкуства.
- Джули Уолтърс – Моли Уизли, матриархът в семейство Уизли.
- Том Фелтън – Драко Малфой, ученик от „Слидерин“ и съперник на Хари; получател на тайната мисия от Волдемор
- Джема Доунс – Попи Помфри, медицинската сестра в „Хогуортс“.
- Марк Уилямс – Артър Уизли, съпругът на Моли Уизли.
- Наталия Тена – Нимфадора Тонкс, аврор, племенница на на Белатрикс и Нарциса, братовчедка на Драко.
- Джеймс Фелпс и Оливър Фелпс – Фред и Джордж Уизли, братя на Рон.
- Бони Райт – Джини Уизли, сестрата на Рон и най-малкото дете на семейство Уизли.
- Матю Луис – Невил Лонгботъм, съученик на Хари от „Грифиндор“.
- Алфред Енок – Дийн Томас, съученик на Хари от „Грифиндор“.
- Евана Линч – Луна Лъвгуд, ученичка от „Рейвънклоу“.
- Кейти Люнг – Чо Чанг, ученичка от дом „Рейвънклоу“.
- Джейми Уейлет – Винсънт Краб, съученик на Малфой от „Слидерин“.
- Джошуа Хърдман – Грегъри Гойл, съученик на Малфой от „Слидерин“.
- Джеси Кейв – Лавендър Браун, съученичка на Хари от „Грифиндор“ и гадже на Рон.
- Ана Шефър – Ромилда Вейн, съученичка на Хари от „Грифиндор“, която се опитва да му даде любовен елексир.
- Фреди Строма – Кормак Маклагън, съученик на Хари от „Грифиндор“, привлечен от Хърмаяни.
- Роб Нокс – Маркъс Белби, ученик от „Рейвънклоу“.
- Дейвид Легано – Фенрир Грейбек, върколак и смъртожаден.
- Хироу Файнс-Тифин – Том Риддъл, 11-годишен.
- Франк Дилейн – Том Риддъл, 16-годишен.

## Продукция

### Развитие и кастинг
Преди Дейвид Йейтс да бъде официално избран за режисьор на филма, много режисьори изразяват интерес да поемат тази роля. Алфонсо Куарон, режисьорът на Затворникът от Азкабан, заявява, че „би се радвал да има възможност да се върне“. Режисьорът на Огненият бокал Майк Нюcл отказа да режисира Орденът на феникса и не е потърсен за този филм. Гийермо дел Торо отказва предложението да режисира филма, за да режисира Хелбой 2: Златната армия. Тери Гилиъм е личният избор на Роулинг да режисира първия филм Философският камък. Когато го питат дали би обмислил да режисира следващ филм, Гилиъм казва: „Уорнър Брос имаше своя шанс първия път и го пропусна“. Йейтс все още работи по Орденът на феникса, когато е помолен да режисира Нечистокръвния принц. Продуцентите са доволни от неговото ръководство и започват предпродукция по време на маркетинга на предишната част.
Даниел Радклиф и Рупърт Гринт първоначално се колебаят дали да продължат, но се съгласяват да повторят ролите си. Ема Уотсън обмисля да не се връща за филма, като се позовава на страха да не бъде свързвана само с тази роля, но в крайна сметка решава, че „плюсовете са повече от минусите“ и не може да понесе някой друг да играе Хърмаяни. Никълъс Хупър се завръща, за да композира партитурата; той включва преработка на „Темата на Хедуиг“ на Джон Уилямс, която се повтаря във всички филми. Дизайнерът на костюми Жани Темиме, ръководителят на визуалните ефекти Тим Бърк, дизайнерът на съществата и ефектите Ник Дъдман и ръководителят на специални ефекти Джон Ричардсън продължват като част от екипа и в този филм. Йейтс и Хейман отбелязват, че някои от събитията в Хари Потър и Даровете на Смъртта повлияват върху сценария на Нечистокръвния принц.
Крисчън Коулсън, който играе младия Том Риддъл в Стаята на тайните, проявява интерес да се завърне за ролята в ретроспекции, но тъй като наближава 30 г., Йейтс отговоря, че е твърде голям, за да играе ролята. Томас Джеймс Лонгли е първоначалният избор за ролята, но Риддъл в крайна сметка е изигран от Хироу Файнс-Тифин като дете и Франк Дилейн като тийнейджър. Хелън Маккрори се появява като Нарциса Малфой, майката на Драко и по-малката сестра на Белатрикс. Маккрори първоначално е избрана за ролята на Белатрикс в Орденът на феникса, но се отказва заради бременността си.
Както Клеменс Поеси, така и Крис Ранкин, които изиграват съответно Фльор Делакор и Пърси Уизли, са заинтересовани да се завърнат, но не се появяват във филма. След като Бил Наи изразява интерес да се появи, Йейтс потвърждава, че Наи ще е първият му избор за ролята на министъра на магията Руфъс Скримджър. Скримджър в крайна сметка е изрязан от филма, но Наи се появява в същата роля в Даровете на Смъртта. Уорнър Брос и MSN пускат онлайн викторина за Орденът на феникса, а наградата е участие в Нечистокръвния принц.

### Декори
Стюарт Крейг, сценографът на първите пет филма, проектира всички декори в Нечистокръвния принц. Въведени са няколко нови декоря, включително сиропиталището, където расте Том Риддъл, Астрономическата кула и пещерата. Крейг отбеляза, че във филма са използвани няколко компютърно генерирани декора, особено вътрешността на пещерата, където Хари и Дъмбълдор отиват, за да вземат хоркрукса. Екстериорът на сцената е заснет в скалите на Мохер в западната част на Ирландия, единственото място, което е заснето извън Обединеното кралство в цялата филмова поредица. Вътрешността на пещерата е изградена от геометрични кристални образувания. Радклиф казва, че подготовката на сцената е отнела три до четири месеца. Някои от декорите на „Хогуортс“ са свалени след снимките, тъй като няма да бъдат използвани за следващия филм.

### Заснемане
Преди да започнат снимките, е съобщено, че записите може да се преместят от Обединеното кралство, където са заснети всички предишни филми. Екипът проучва около Кейп Урат в Шотландия, за да го използват в сцената с пещерата. Заснемането се връща към Глен Коу и Гленфинан, като и двете локации се появяват в предишните филми, за да се запази непрекъснатостта на пейзажа.
След една седмица репетиции, основните снимки започват на 24 септември 2007 г. и приключват на 17 май 2008 г. Радклиф, Гамбън и Броудбент се включват в края на септември 2007 г. Други членове от актьорския състав започват много по-късно – Гринт не започва до ноември 2007 г.; Уотсън започва през декември 2007 г., Рикман и Люнг – през януари 2008 г., а Бонам Картър – през февруари 2008 г.
През уикенда на 6 октомври 2007 г. екипът заснема сцени, включващи Хогуортс Експрес в мъгливата и росна среда на Форт Уилям, Шотландия. Поредица от нощни сцени са заснети в село Лакок и манастирите в абатството Лакок в продължение на три нощи, започвайки от 25 октомври 2007 г. Заснемането се провежда от 17 ч. до 5 ч. сутринта всеки ден и жителите на улицата са помолени да изключат тока и да поставят на прозорците си тъмни щори. Докладите от снимачната площадка показват, че основната заснета сцена е посещението на Хари и Дъмбълдор в къщата на Слъгхорн. По-нататъшното заснемане се провежда на жп гара Сурбитън през октомври 2007 г., в Глостърската катедрала, където са заснети първият и вторият филм, през февруари 2008 г. и на моста „Милениъм“ в Лондон през март 2008 г.

### Кинематография
Поради използването от оператора Бруно Делбонел дефокусиране в цифровия клас, Уорнър Брос помоли режисьора Дейвид Йейтс да добави повече цветове към филма. Йейтс не иска филмът да загуби „много европейския вид“, но след като ретушира картината, казва: „Не е това, което искахте, но ние сме доволни от него“. След пет минути гледане на филма, студиото е доволно от промените. В интервю за Тотал Филм, Йейтс казва, че изборът на ъгли, екстремните и близки планове и темпото на сцените са направили филма „невероятно богат“.
Едно от големите предизвикателства за Делбонел е осветлението на филма. В интервю за Академията Делбонел казва, че не иска да променя светлинните ефекти, използвани в предишните филми, и накрая решава да му даде по-тъмна, мрачна вариация на сивото. Йейтс и другите продуценти подкрепят този нов ефект и той продължава с него. По отношение на сцената в пещерата Делбонел споделя: „Исках да има някакъв вид „динамика“ със светлината. Мислех, че може да бъде интересно и по-драматично, ако светлината се носи, кръжаща над лицата на героите – понякога ги осветява, понякога ги крие по много случаен и непредвидим начин“.

### Визуални ефекти
Началните сцени на атаката на смъртожадните на „Диагон-Али“ и в Лондон са създадени от Дабъл Негатив, водени от супервайзера на Пол Франклин. Дабъл Негатив прекарва шест месеца в проучване и документиране на околната среда около река Темза и площад Трафалгар, за да създаде завладяващите гледки към града. Дабъл Негатив също допринася за последователността от кадри на мислоема, разработвайки сложни насочени флуидни симулации за реализиране на въртеливия свят на паметта и миналото.
Тим Бърк и Тим Александър са ръководители на визуалните ефекти за останалата част от филма. Тим Александър казва, че завършването на сцената с атаката на инфериите е отнело няколко месеца. Той допълва, че сцената е много по-смела и страшна в сравнение с предишни филми и режисьорът Йейтс иска да избегне да ги прави да изглеждат като зомбита. За разграничаването им той коментира: „Голяма част от това се свеждаше до движението им – те не се движат бързо, но не се движат много бавно. В крайна сметка избрахме много реалистичен стил“. Той също така отбеляза, че инфериите са по-слаби от зомбитата, подгизнали и сиви.
За огнения пръстен на Дъмбълдор в борбата с инфериите, той добави, че са направени изследвания върху вулкани, наред с други препратки. Той казва: „Екипът по визуални ефекти емулира тези шест параметъра на огъня: топлинни вълни, дим, плаваемост, вискозитет, непрозрачност и яркост“. Тъй като сцената отнема много време, художникът на компютърната графика Крис Хорват прекара осем месеца в намиране на по-бърз начин за предизвикване на пламъците. В крайна сметка крайният ефект щеше да изглежда така, сякаш някой пръска пропан и след това го запалва.

### Музика
Музиката към филма е композирана от Никълъс Хупър, който създава и музиката за Хари Потър и Орденът на феникса. Саундтракът е издаден на CD диск на 14 юли 2009 г., ден преди филмът да бъде пуснат по кината.
Албумът дебютира под номер двадесет и девет в класацията Билборд 200, което го прави най-високо класираният саундтрак сред всичките шест издадени филмови саундтрака. Номиниран е за наградата Грами през 2010 г. за най-добър саундтрак на филми, телевизия или други визуални медии.

## Разлики с книгата
Нечистокръвния принц добавя или променя няколко събития в литературния канон на поредицата. Книгата започва със сцена с участието на мъгълския министър-председател. Йейтс и неговият екип обсъждат тази сцена, както и включването на Руфъс Скримджър. В крайна сметка те променят началото на филма, за да включват събития, описани, но незасегнати в книгата.  Йейтс смята, че ще даде на публиката представа какво правят смъртожадните, ако покажат срутването на моста „Милениъм“, вместо просто да го опишат (както е направено с моста „Брокдейл“ в книгата). Както в Огненият бокал, Дърсли не са включени, което Стив Клоувс прави, за да „разчупи модела“. Допълнителната история, свързана с Том Риддъл, е премахната – тази със семейство Гонт, защото смятат, че е по-важно да се концентрират върху Риддъл като младо момче, и е добавена допълнителна екшън сцена в „Хралупата“, за да се запази тонът на франчайза. Йейтс смята, че се нуждаят от „инжекция с опасност“ и че без нея има твърде много комедия и лекота. Малка бойна сцена в „Хогуортс“, която се случва в края на книгата, също е премахната; Хеймън коментира, че е направено това, за да се „[избегне] повторение“ с предстоящата адаптация на Битката за Хогуортс в Даровете на Смъртта. Погребението на Дъмбълдор е премахнато, тъй като се смята, че не пасва на останалата част от филма.

## Разпространение

### Маркетинг
Уорнър Брос инвестира около 155 милиона долара за маркетинг и разпространение на филма. Специалното издание на DVD с два диска на Хари Потър и Орденът на феникса съдържа два кратки видеоматериала на филма, докато американското издание включва допълнителен клип. Първият тийзър на филма, с дължина от 15 секунди, е показан заедно с IMAX прожекцията на Черният рицар. Сцени от филма са излъчени по време на маратона Хари Потър по Ей Би Си Фемили, който се излъчва между 5 и 7 декември 2008 г. На 5 февруари 2009 г. са пуснати първите три плаката, включващи Дъмбълдор и Хари. На 5 март и 16 април 2009 г. са пуснати нови трейлъри от Уорнър Брос.
Както при предишните филми, Електроник Артс продуцира видеоигра, базирана на филма. Клип от филма, показващ как Дъмбълдор посещава сиропиталището, където живее Том Риддъл, е пуснат на 31 май 2009 г., на наградите на Ем Ти Ви.

### В кината
Премиерата на филма в много държави е на 15 юли 2009 г. Първоначалната дата за излизане е 21 ноември 2008 г., но е отложен с осем месеца до 17 юли, въпреки че е завършен. Изпълнителният директор на Уорнър Брос Алън Ф. Хорн отбелязва, че този ход има за цел „да гарантира на студиото голям летен блокбъстър през 2009 г.“, като други филми са отложени поради стачката на Гилдията на американските сценаристи през 2007–08 г. Успехът в бокс офиса на летните филми на Уорнър Брос Хари Потър и Орденът на феникса и Черният рицар също мотивира решението. Неназован ръководител на конкурентно студио казва пред Ентъртейнмънт Уийкли, че този ход е да „спрат печалбите за следващата година, за да не изглеждат сериозно поразителни след феноменалния успех на Черният рицар“, тъй като „те вече не се нуждаят от пари за тази година“. Дан Фелман, ръководител на разпространението на Уорнър Брос, казва, че студиото е обмисляло промяната на датата три до четири седмици преди обявяването, но я е обмислило сериозно седмица преди да стигнат до окончателното си решение. Три месеца преди премиерата през юли, датата отново е променена с 2 дни от 17 на 15 юли – сряда, както повечето летни филми.
Промяната на датата е посрещната със силно негативна реакция от феновете на Хари Потър, както отбелязва Лос Анджелис Таймс: „Петици циркулират, слухове летят и гневни изказвания са публикувани в интернет сайтове в рамките на минути след съобщението в четвъртък“. Ходът е осмиван от Ентъртейнмънт Уийкли, който поставя Нечистокръвния принц на корицата на своя брой. Въпреки че е собственост на Тайм Уорнър, Ентъртейнмънт Уийкли не уведомен за промяната, докато тя е публично обявена от Уорнър Брос и отбелязва, че читателите вече ще притежават „колекционерски брой“. Няколко дни след съобщението Хорн дава изявление в отговор на „голямото разочарование“, изразено от феновете на поредицата. След промяната на датата, слотът за освобождаване на Нечистокръвния принц е зает от Здрач на Сумит Ентъртейнмънт и Гръм на Уолт Дисни Пикчърс.

### Домашна употреба
Филмът е издаден на DVD и Blu-Ray, а по-късно и в 4K UHD формат.

## Прием

### Бокс офис
С приблизителен бюджет от 250 милиона долара, това е един от най-скъпите филми, правени някога, и най-скъпият филм от филмовата поредица за Хари Потър. Предварителните продажби на билети от сайта Фанданго за Нечистокръвния принц надминават предварителните продажби на билети за Трансформърс 2 в същия момент от цикъла на продажба. Освен това е сред 25-те най-добри предварителни продажби за всички времена на MovieTickets.com.
Хари Потър и Нечистокръвния принц подобрява тогавашния рекорд за най-големи среднощни прожекции, събирайки 22,8 милиона долара от 3000 кина; Затъмнение надминава това с 26,3 милиона долара през ноември. Нечистокръвния принц стартира в сряда, както Хари Потър и Орденът на феникса през 2007 г. Приходите на филма от бокс офиса приключват на 17 декември 2009 г.
Приходите на филма в световен мащаб възлизат на 934,5 милиона долара, което го прави вторият най-касов филм за 2009 г. след Аватар. Това е петият най-касов филм във франчайза след Философският камък, двете части на Даровете на Смъртта и Орденът на феникса. Някога това е осмият най-касов филм на всички времена.

### Критичен отговор
В Rotten Tomatoes филмът има рейтинг на одобрение от 84% въз основа на 280 рецензии, със среден рейтинг от 7,1/10. Критичният консенсус на уебсайта гласи: „Мрачен, вълнуващ и понякога доста забавен, Хари Потър и Нечистокръвният принц също е визуално зашеметяващ и емоционално задоволителен“. В Metacritic филмът има среден резултат от 78 от 100 въз основа на 36 критици, което показва „като цяло благоприятни отзиви“. Това е първият филм за Хари Потър, който получава сертификат за избор на критиците от Асоциацията на телевизионните критици. Публиката, анкетирана от CinemaScore, дава на филма средна оценка „A−“ по скалата от A+ до F.
Първата рецензия на филма се появява три седмици преди официалното премиера: Пол Дергарабедиан от Hollywood.com класира филма с филмовата трилогия Властелинът на пръстените и го нарича възможен претендент за Оскар. Той високо оценява представянето на сър Майкъл Гамбън, Алън Рикман и Даниел Радклиф, като коментира: „Хари Потър и Нечистокръвният принц е истинска игра, която съчетава стил и съдържание, специални ефекти и най-важното страхотни изпълнения от всички млади и не толкова млади актьори“. Девин Фарачи от британския таблоид Chud.com нарича филма най-добрият в поредицата за Хари Потър, а също и за годината.
Андрю Пулвър от Гардиън дава положителна рецензия, оценявайки го с 3,5 от 5 звезди. Тод Маккарти от Върайъти казва, че филмът е „ослепително добре направен“ и „по-малко фантастичен от предишните“. Той хвали представянето на Алън Рикман, описва Хелена Бонам Картър като „хипнотизираща“, а Джим Броудбент като „велик ексцентричен възрастен професор“. Тим Мастърс от BBC News хвали кинематографията на филма, визуалните ефекти, производствения дизайн, актьорската игра и по-тъмната сюжетна линия. Кърк Хъникът от Холивуд Рипортър чувства, че първата половина на филма е „поривиста и експлозивна“, но във втората половина филмът намира по-добра основа. Той също така хвали музиката на Никълъс Хупър, операторската работа на Бруно Делбонел и сценографията на Стюарт Крейг. Крис Тили от IGN UK коментира дължината на филма, казвайки, че „докато понякога се проточва, 153-минутното време на изпълнение никога не се чувства прекалено дълго, благодарение в не малка степен на удивителните визуални ефекти и (до голяма степен) чудесните изпълнения“ и смята, че това е най-добрият филм от поредицата.